# Richard Wertenschlag
Richard Wertenschlag est un rabbin français contemporain, Grand-rabbin de Lyon depuis 1976, où il succède à Jean Kling.

## Éléments biographiques
Richard Wertenschlag est né à Metz le 30 août 1946.Le mariage de ses parents avait été célébré par le Grand-rabbin de Lyon (de 1944 à 1946), David Feuerwerker.
Élève au lycée Fabert de Metz, il entreprend après le baccalauréat, des études rabbiniques au Séminaire israélite de France, sous la direction du Grand Rabbin Henri Schilli et obtient le diplômé de rabbin en 1970 . Breveté de  l'école nationale  des langues orientales de Paris, élève du Professeur René Samuel Sirat, il est doctorant à l'université de Lyon 3, après des études à l'université de Strasbourg, auprès du Professeur André Néher. Il effectue aux États-Unis en 1970, un stage de 6 mois dans des synagogues américaines, à l'invitation de l'Orthodox Union of Congrégations, en accord avec le Consistoire central.
Il parle  l'hébreu, l'anglais, et le dialecte judéo-alsacien (Yédisch-Daïtsch) et comprend l'allemand  et le yiddish.
Marié et père de six enfants, son fils officie comme rabbin à Jérusalem.

### Grand-rabbin de Lyon et de la région Rhône Alpes centre

L’insigne des aumôniers militaires juifs.

Il devient le rabbin de la communauté de Belfort à la sortie de l'école rabbinique de Paris. Mais le Grand Rabbin Jean Kling  et le président du consistoire de Lyon, Michel Milgram  insistent pour qu'il vienne à Lyon.Nommé rabbin de la synagogue du quai Tilsitt en septembre 1971 et  aumônier des étudiants, il est l'adjoint du Grand Rabbin Jean Kling jusqu'à son départ pour Nice en 1974. Nommé par le Grand-rabbin de France, Jacob Kaplan, grand rabbin de Lyon par intérim, en 1976, Richard Wertenschlag lui succédera fin janvier 1978, en qualité de Grand-rabbin de Lyon et de la région Rhône Alpes- Auvergne et Sud Bourgogne. Il est membre du Comité d'éthique médical des HCL, des hôpitaux lyonnais, ainsi que l'aumônier israélite régional  des hôpitaux. Il est rédacteur en Chef du bulletin du Consistoire de Lyon et anime des émissions religieuses de Radio Judaïca  pendant 33 ans, depuis sa création
Il est aumônier civil desservant les garnisons de Lyon (Quartier Général Frère, la Valbonne, le 7e régiment du matériel  et de l'hôpital d'instruction des armées  Desgenettes) et de Valence (1er régiment des spahis et Gamstat de Chabeuil) Il est interprète traducteur- expert près la Cour d'Appel de Lyon depuis 1984 .
Il participe aux réunions du G9, des 9 religions représentées à Lyon et à Concorde et solidarité, créé et présidé par le Sénateur Maire de Lyon, Gérard Collomb.
Le 1er octobre 2014, Richard Wertenschlag assiste à une manifestation multi-confessionnelle, sur la Place Bellecour, pour dénoncer le barbarisme (la décapitation d'otages) par l'État islamique (organisation), en compagnie du Cardinal Philippe Barbarin, de Kamel Kabtane, recteur de la Grande mosquée de Lyon, de Monseigneur Sako, le patriarche chaldéen ,,,,. Le 17 mai 2020 Daniel Dahan est élu pour lui succéder.
A cause de la crise sanitaire Richard Wertenschlag est remplacé lors de la cérémonie d'intronisation à la grande synagogue de Lyon le 10 octobre 2021.

### Conférence des Rabbins Européens
Il est membre du Comité exécutif de la Conférence des rabbins européenset est  vice président de l'association des Rabbins français.

### Publications dans la presse
- Richard Wertenschlag explique les lois du noachisme[12]
- les rites funéraires dans le judaïsme[13]
- Le rôle du rabbin[14]
- Les fêtes juives, comme Yom Kipour[15].

## Décorations
- Chevalier de la Légion d'honneur (2015)[16].

## Ouvrages
Richard Wertenschlag collabore aux ouvrages collectifs suivant: 
- Couple et mariage, sous la direction d'Albert Desserprit, chronique sociale 1981
- Pierre Viaud (Édit.). Les Religions et la guerre. Judaïsme, christianisme, islam. Ouvrage collectif sous l'égide du Secrétariat général de la Défense nationale (Premier ministre). Présentation synoptique et coordination des travaux par Pierre Vaud. Les Éditions du Cerf, 1991[17].  (ISBN 2-204-04288-9)
- Hervé Gabrion, Fernande Ammouial, Alain Michel, Richard Wertenschlag, Collectif. Pluralité des judaïsmes: unité du peuple juif? Ier colloque des intellectuels juifs à Lyon, le dimanche 27 octobre 2002. Éditions du Cosmogone. 2003
- DVD Rom Histoire des Juifs de France, conçu par Béatrice Philippe, 2006
- hôpital 2000 ensemble pour  vaincre la douleur: trouvons un consensus [18].
- Hôpital et éthique, Presses universitaires de Lyon  sous la direction de Guy Llorca, 2002
- Civisme et santé sous la direction de Guy Llorca, Presses universitaires de Lyon  2009
- L'armée céleste. Éditions Safed, 2002
- soldats de la parole sous la direction du grand rabbin Haïm Korsia, 2010 Aumônerie des Armées
- Histoire des juifs à Lyon. Éditions du grand rabbinat de Lyon, 2016

Il préface l'ouvrage suivant:
- Francis Weill. L'éthique juive en dix Paroles. Une anthologie - Un "Choul'han arou'h" de l'éthique. MJR Éditions. 2006[18].